# الكنيسة الأرمنية الكاثوليكية

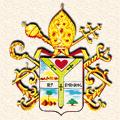
شعار كنيسة الأرمن الكاثوليك

الكنيسة الأرمنية الكاثوليكية هي كنيسة للأرمن التابعين للكرسي البابوي الروماني وتتبع المسيحية الكاثوليكية الشرقية. مقرها البطريركي في بزمار بلبنان، والبطريرك الحالي هو رفائيل بدروس الحادي والعشرون ميناسيان. يتواجد الأرمن الكاثوليك في بلاد الشتات خارج أرمينيا في حلب و‌دمشق و‌لبنان و‌بغداد و‌البصرة بالإضافة إلى مصر و‌الولايات المتحدة الأميركية. ولهم العديد من الكنائس التي تمتاز بطابعها المعماري الأرمني الفريد. بالإضافة إلى اهتمامهم بالثقافة من فنون المسرح والدور الثقافية والرقص الشعبي الأرمني وغيره بالإضافة إلى الموسيقى والغناء والرسم والفنون الأخرى. تمتاز علاقة الكنيسة الأرمنية الكاثوليكية بالطوائف الأرمنية الأخرى (الأرثوذكسية والبروتستانتية) بتنها علاقات ممتازة، فهم ينشؤون دوراً مشتركة للعجزة ومشاريع مسكونية أخرى.

## المسيحيون في السلطنة العثمانية
بسبب تصورهم الديني للدولة، كان الأتراك ينظرون إلى رعاياهم غير المسلمين بحسب انتماءاتهم الكنسية وليس بحسب هويتهم الوطنية. وهكذا جماعة الروم أو أمة اليونانيين كانت تشمل جميع المسيحيين المنتمين إلى المذهب اليوناني: البلغار، الصرب، الرومان، الألبان الأورثوذكس، وحتى الملكيون العرب السوريون، كما اليونانيون الأصليون
البطريرك المسكوني في القسطنطينية، الذي بحسب القوانين الكنسية، كان يمارس صلاحياته فقط ضمن حدود بطريركيته، أي في تراسيا والأناضول، أصبح القائد المدني لكل المسيحيين ذات التقويم اليوناني، الذين شكلوا ما يُسمى «أمة الرومانيين».
بعد مدة، وبالطريقة عينها، أُقيمت البطريركية الأرمنية في إسطنبول (حوالي سنة 1641)، بحيث الكرسي البطريركي مارس على أتباعه جميع الصلاحيات التي كان يتمتع بها البطريرك اليوناني، والذي كان يمارسها على أتباعه (الكولونيل لاموش، تاريخ تركيا، باريس، بايو، 1953).
بالتالي، وبموجب القوانين الرسمية، الأرمن العثمانيون، بكل طوائفهم الرسولية والكاثوليكية والانجيلية، كانوا يتبعون لسلطة دينية ودنيوية واحدة تتمثل ببطريرك الأرمن في القسطنطينية، الذي كان يتمتع باحترام أكبر عند الباب العالي من كاثوليكوس سيس الأرمني (الذي بدوره كان يعتبر رأس الكنيسة الأرمنية بحسب التشريعات الكنسية)، باعتباره ممثل الأرمن الرسمي داخل السلطنة.
كان المسيحيون يحكمون أنفسهم وفق قواعدهم الخاصة بجماعاتهم. كانوا يحفظون عاداتهم ولغتهم، تحت إدارة أسقفهم ومستشاريه العلمانيين. ففي النظام التركي، كان الفرد ينتمي إلى طائفته قبل أن يكون عضواً في الدولة. الدولة كانت فقط تشكل السلطة العليا.
الطوائف المسيحية كانت تستطيع أن تقتطع الرسوم من رعاياها، من أجل تلبية المتطلبات الدينية والثقافية، من أجل أن تكون لها المدارس والجمعيات الخيرية وتديرها. وكانت أمور الأحوال الشخصية والزواج والطلاق ومشاكل الوراثة والوصية تتولاها المحاكم الدينية المسيحية (جواد بولس، شعوب الشرق الأدنى وحضاراته، الجزء الخامس، بيروت، دار عواد، 1983).
وهكذا، في ظل حكم السلطنة العثمانية كان الأرمن الكاثوليك في السياسة والدين يتبعون بطريرك الأرمن في القسطنطينية. كان يُمنع عليهم أن يتمتعوا برئيس ديني خاص بهم، بسلطة كنسية وأماكن عبادة ومحاكم خاصة بهم. وكانوا ملزمين بدخول كنائس البطريرك دون غيرها، والعماد والزواج فيها، والاتصال بها في أي شأن قانوني.
في السلطنة العثمانية كانت توجد جماعات لاتينية من الأوروبيين وقدامى اللاتين المتواجدين في مدينة القسطنطينية قبل فتحها من قبل الاتراك عام 1453. هؤلاء بفضل التسويات المعقودة مع السلطنة (الامتيازات الاجنبية، عام 1535) وفي ظل وجود السفراء الأوروبيين في القسطنطينية، كانوا يتمتعون بالحرية الدينية. كان لهم الإكليروس الخاص بهم من كهنة واسقف. وبالتالي كان يعيش نوعين من الجماعات الكاثوليكية داخل السلطنة العثمانية: فئة كانت مضطهدة وملاحقة (من بينهم الارمن الكاثوليك)، وفئة أخرى كانت تستطيع العيش وممارسة شعائرها الكاثوليكية بحرية تامة.

## الكنيسة الارمنية الكاثوليكية والسلطة البابوية

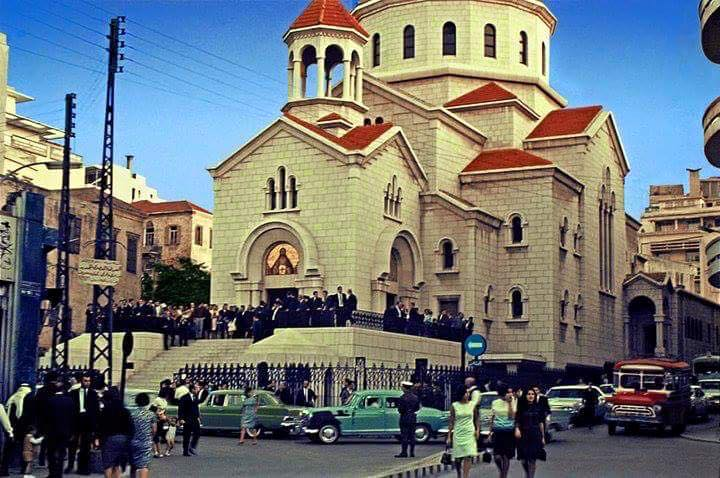
كاتدرائية بيروت الأرمينية الكاثوليكية عام 1966.

البطريرك أردزيفيان ليس مؤسس الكثلكة الأرمنية. فجماعة الأرمن الكاثوليك وُجدت ما قبله بزمن طويل. وان المونسنيور ق. امادوني يستخلص في كتابه الكنيسة الأرمنية والكثلكة مع مؤلفين آخرين ما يلي: "ان الكنيسة الأرمنية الكاثوليكية ليست كنيسة تعترف بسيادة السلطة البابوية، بل هي – بالكمال والإيمان والاتحاد مع الكنيسة الكاثوليكية – وريثة الكنيسة الأرمنية التي أقامها القديس غريغوار المنور والتي حافظ عليها القديسون نرسيس وساهاك ومسروب ومن خلفهم من المؤمنين. لا يمكن تصنيفها اذن ضمن الكنائس الكاثوليكية الأخرى في الشرق والتي ظهرت خلال القرنين السادس عشر والسابع عشر في المحور البيزنطي والتي سُمّيت بالـكنائس«البابوية».
جميع الاباء الذين تم ذكرهم في هذه الصفحة شكلوا السلسلة الكاثوليكية حتى القرن الثامن عشر. وان تشكيل هيكلية خاصة بالأرمن الكاثوليك بمبادرة الأسقف أبراهام أردزيفيان في حلب يندرج ضمن هذه السلسلة.
في ضوء هذه المعطيات، ان تسمية طائفة الأرمن الكاثوليك بالـ«البابوية» تعني تحريف التاريخ بحسب الأسقف ق. أمادوني.

## الأرمن الكاثوليك ما قبل أردزيفيان
قبل أنشاء البطريركية الأرمنية الكاثوليكية من قبل أردزيفيان، كانت تتمركز جماعات من الأرمن الكاثوليك في القسطنطينية، ماردين، حلب، دياربكير، بلاد القرم، ناخيتشفان، بولندا، ترانسيلفانيا وإيطاليا، ولو بأعداد قليلة ومهمشة وتابعة لمرجعيات أرمنية أو غير أرمنية أخرى. فكانت توجد جماعة من دون سلطة هرمية.
بعض الآباء الأرمن واللاتين، اعتبروا ان الكنيسة الارمنية هي كاثوليكية لكن منفصلة مادياً عن الكثلكة، وذلك اما جهلاً واما لسوء تفاهم عقيدي. وكانوا يفضلون عدم الخروج عن الكنيسة الارمنية بل إصلاحها من الداخل بفضل التفوق الثقافي الذي ميّز جماعة الأرمن الكاثوليك. هذا الرأي لم يكن يأخذ بعين الاعتبار موقف الكنيسة الارمنية من هذا الامر.
رجال دين آخرين، وبمبادرة من السفراء الفرنسيين خاصة في القسطنطينية، كانوا يؤيدون لغة الحوار مع البطريركية الأرمنية في المدينة. غير أن محاولات التقارب التي استمرت من عام 1701 حتى عام 1830 لم تصل إلى نتيجة، بسبب التحفظات التي كان يضعها هذا الطرف أو ذاك.
المشكلة الأساسية كانت تتمحور حول معرفة ما إذا كان من الواجب اعتبار الكنيسة الارمنية منفصلة عن الكثلكة أو متحدة معها؟ ان الإجابة سلباً أو ايجاباً على هذا السؤال، كان يعيّن على الأرمن الكاثوليك الذهاب إلى الكنائس أو لا. ان الحالة الأرمنية الكاثوليكية، خاصة في القسطنطينية، كانت منقسمة إلى تيارين. هؤلاء الذين كانوا يناصرون المقاربة الايجابية فيذهبون براحة إلى كنائس البطريركية. اما هؤلاء الذين يتبعون المقاربة السلبية كانوا متواجدين تحت الضغط والاختيار، فقرروا اقامة طائفة خاصة بهم بفعل الاحتجاج على تكبيل الضمير والمطالبة بالحرية الدينية.
ان محاولة الانعتاق الأولى حصلت في القسطنطينية عام 1714، تحت أعين السلطان وبطريرك الأرمن لكنها انتهت إلى اضطهاد وسجن أو هروب أصحابها. هذه المحاولة تمثلت بتعيين أسقف ماردين تزبزيان بطريركاً أرمنياً كاثوليكياً من قبل جمعية المطارنة والوجهاء الأرمن الكاثوليك. غير ان مصيره كان السجن والنفي إلى جانب أسقف حلب أبراهام أردزيفيان، الذين حكم عليهما بالأشغال الشاقة.

## التأسيس الرسمي للكنيسة

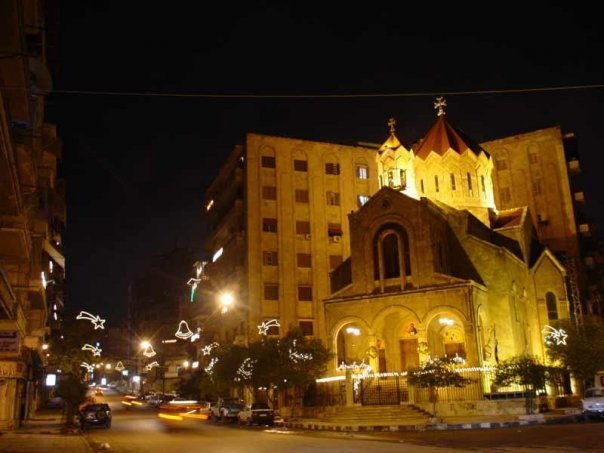
كنيسة الصليب المقدس للأرمن الكاثوليك ليلاً في حلب- سوريا

تمت محاولة الانعتاق الثانية عام 1741 في حلب عندما انتُخب الأسقف أردزيفيان بطريركاً من قبل الأساقفة والإكليروس والمؤمنين. وقد ثبّت البابا بندكتوس الرابع عشر انتخابه على كرسيّ البطريركية معطياً اياه مهمة توحيد جميع الأرمن الكاثوليك تحت سلطته البطريركية.
كان ذلك مشروعاً طموحاً لا سيما وان الأرمن الكاثوليك كانوا منتشرين في ولايات وبلدان تختلف في ما بينها، لغةً وثقافةً وأنظمة سياسية، فيما حكّام هذه الأصقاع شكّاكون تجاه كل ما هو تدخل أجنبي، وإن دينياً.
تم الاكتفاء أولاً، بالسلطنة العثمانية وحدها، حيث كان من حظ الأرمن الكاثوليك أن يعيشوا في ظل قانون واحد وإدارة واحدة.
وواجه البطريرك الجديد، أثناء ممارسة صلاحياته، عائقين هامّين: أولاً السلطان الذي رفض الاعتراف بالبطريركية التي أنشأتها روما والتي كانت تخالف كما يبدو، قوانين السلطنة. واذ غدت المداخلات الاجنبية غير ذات نفع، أُبعد أردزيفيان وبطريركيته من السلطنة، فاضطر البطريرك إلى اللجوء إلى لبنان، في دير الكريم (غوسطا، كسروان) الذي سبق أن أسّسه بين عامي 1720 و1722 بمساعدة رعيته في حلب. وكان لبنان يتمتع بحكم ذاتي معيّن بالنسبة إلى القسطنطينية بسبب منافسة نواب ملوك مصر أو باشواتها للسلاطين، رؤسائهم. وكان هذا الوضع يعطي لبنان ضمانة ما تقيه كيد أعدائه.
أما العائق الثاني، والذي لم ينتظره البطريرك أيضاً، فتمثّل في الايمان القائم في الكريم، إذ واجه أردزيفيان اعتراض السلطات الكاثوليكية، إن أرمنية ولاتينية، والتي نفرت من الخضوع للسلطة البطريركية الجديدة، حتى لو كانت هذه الأخيرة مكلفة من روما، وبحسب الاصول.
وقام الكرسي الرسولي في انتظار أن تنتظم البطريركية الجديدة وتجد لنفسها ما يكفي من الأشخاص لعمل كبير بهذا الحجم، بإعادة درس خطته الأساسية القاضية بإقامة بطريركية واحدة لجميع الأرمن الكاثوليك. وقد وجد من الجيد إنشاء سلطتين أرمنيتين كاثوليكيتين، ناسخاً ما كان من وضع الكنيسة الأرمنية في السلطنة، إذ كانت تنقسم إلى دائرتين كنسيتين: احداهما في القسطنطينية، والأخرى في سيس. وهكذا، سُلمت الأبرشيات الكاثوليكية التابعة لسيس إلى البطريركية الأرمنية الكاثوليكية، في حين سُلمت الأبرشيات الكاثوليكية التابعة للقسطنطينية إلى النائب البطريركي اللاتيني في القسطنطينية أول الأمر، فإلى رئيس الأساقفة الأرمني الكاثوليكي في المدينة لاحقاً.
ونتج عن ذلك أن الرعايا الأرمن الكاثوليك في السلطنة العثمانية غدوا يتبعون مركزي رئاسة: الأول في القسطنطينية، والثاني في بزمار. وان هذا الوضع غير الطبيعي، والذي تسببت به الظروف، سيدوم حتى عام 1866، حين تم توحيد هذين المركزين.

## المرسلون اللاتين في الشرق
دخل المرسلون اللاتين السلطنة العثمانية على خطى قوات أوروبا المنتصرة، لا سيما مطلع القرن السادس عشر. وقد اتصلوا بشعوب وثقافات ومذاهب تنتمي إلى كنيسة المشرق القديمة. وكان الاندفاع عند بعض هؤلاء المرسلين اجمالاً أكبر من معلوماتهم حول تاريخ هذه الكنائس المجيد، مما جعل القرارات والتوجيهات الصادرة عن البابوات للحفاظ على هذه المذاهب، غير محترمة على الدوام من قبل المرسلين، وكان الجو بعيداً من الجو الروحي المسكوني الحالي.
بيد أنه كان لهؤلاء المرسلين الفضل غير المنازع عليه في نفح تجديد روحي بين المؤمنين، وفي تشجيع الدعوات الرسولية. وان البطاركة، والاساقفة، أو الرهبان العاديين ينتمون إلى ذلك الصنف من الرجال المكرّسين للدين، وللنشاط الرسولي البارز، دونما خلفيات سياسية أو طموحات إنسانية. لقد عملوا في سبيل انتصار الحقيقة كما كانوا يرونها، فكانوا شخصيات لامعة في زمانهم، ويمكن التمثل بهم من قبل الأجيال اللاحقة.